# Taunton (Massachusetts)
Taunton è un comune (city) degli Stati Uniti d'America e capoluogo della contea di Bristol nello Stato del Massachusetts. La popolazione era di 55 874 abitanti al censimento del 2010. Gli abitanti di Taunton vengono chiamati Tauntonian. Si trova circa 40 miglia (64 km) a sud di Boston, 18 miglia (29 km) ad est di Providence, Rhode Island, 10 miglia (16 km) a nord di Fall River, 20 miglia (32 km) a nord di New Bedford, e 25 miglia (40 km) ad ovest di Plymouth. Taunton si trova sull'omonimo fiume che si snoda attraverso la città sulla sua strada verso la Mount Hope Bay, 10 miglia (16 km) a sud.
Fondata nel 1637 dai membri della Colonia di Plymouth, Taunton è una delle città più antiche degli Stati Uniti, deve il suo nome all'omonima città inglese nel Somerset. I nativi americani chiamavano la regione con i nomi di Cohannet, Tetiquet e Titicut prima dell'arrivo degli europei. Taunton è anche nota "Silver City" (città dell'argento), poiché è stato un centro storico dell'industria dell'argento a partire dal XIX secolo quando società come Reed & Barton, F. B. Rogers, Poole Silver, e altre producevano merci d'argento di ottima qualità nella città.
Dal dicembre 1914, la città di Taunton ha fornito un grande display annuale di luce ogni dicembre su Taunton Green, dandogli il soprannome aggiuntivo di "Christmas City" (città del Natale).

## Geografia fisica
Secondo lo United States Census Bureau, la città ha una superficie totale di 125,39 km², dei quali 120,96 km² di territorio e 4,43 km² di acque interne (3,53% del totale).

## Società

### Evoluzione demografica
Secondo il censimento del 2010, la popolazione era di 55 874 abitanti.

### Etnie e minoranze straniere
Secondo il censimento del 2010, la composizione etnica della città era formata dall'87,24% di bianchi, il 4,96% di afroamericani, lo 0,25% di nativi americani, l'1% di asiatici, lo 0,04% di oceanici, il 3,13% di altre razze, e il 3,37% di due o più etnie. Ispanici o latinos di qualunque razza erano il 5,47% della popolazione.

## Amministrazione

### Gemellaggi
- Taunton
- Angra do Heroísmo
- Lagoa